# Schnittkäse
Als Schnittkäse wird eine Käsegruppe bezeichnet, die sich gut in Scheiben schneiden lässt. Schnittkäse (auch Halbhartkäse genannt) zeichnet sich durch eine feste Konsistenz, aber geschmeidige Struktur sowie eine Reifezeit von 1 bis 3 Monate aus.
Halbfester Schnittkäse ist allerdings eine Käsegruppe mit fließenden Übergängen, die zwischen Schnittkäse und Weichkäse liegt, wie Butterkäse, Roquefort, Gorgonzola, Trappistenkäse, Edelpilzkäse.
Schnittkäse reifen nicht so lange wie Hartkäse. Durch ihre kürzere Reifezeit enthalten sie mehr Wasser als Hartkäse, was sie weicher und leichter schneidbar als diese macht. Der Wassergehalt in der fettfreien Käsemasse (wff) ist größer als 54 % und höchstens 63 %, sodass einige Sorten beider Käsegruppen ähnliche Eigenschaften haben. Beliebt ist Schnittkäse zum Frühstück und Abendessen als Aufschnitt mit Brot. Außerdem lassen sie sich sehr gut in Salaten oder beim Überbacken von Speisen (Gratins) verwenden. 
Man unterscheidet zwei Gruppen:
1. Schnittkäse mit (trockener) Schmiere und Schlitzlochung (die beim Abfüllen entsteht) oder Gärlochung wie Tilsiter oder Havarti
2. Schnittkäse ohne Schmiere, gewachst oder in Folie, mit wenig Gärlochung wie Edamer und Gouda.[1]

Andere Vertreter:
- Appenzeller
- Kaschkawal (auf dem Balkan)
- Leerdammer
- Morbier
- Steppenkäse
- Subenhara
- Walliser Raclette Schnittkäse
- Wilstermarschkäse